# Jérôme Kahia
Jérôme Kahia (30 juli 1989) is een Belgische atleet, die gespecialiseerd is in de middellange afstand. Hij veroverde vier Belgische titels.

## Biografie
Kahia nam in 2007 op de 800 m deel aan de Europese kampioenschappen U20. Hij werd uitgeschakeld in de halve finales. Een jaar nadien nam hij op dezelfde afstand deel aan de wereldkampioenschappen U20. Dit keer geraakte hij niet voorbij de series.
In 2012 werd Kahia voor het eerst Belgisch indoorkampioen op de 1500 m. In 2014 en 2015 volgden twee nieuwe indoortitels op dezelfde afstand. In 2015 werd hij voor het eerst ook outdoor Belgisch kampioen op de 1500 m.
Kahia was aangesloten bij CS Vorst en stapte over naar Cercle Athlétique Brabant-Wallon (CABW).

## Belgische kampioenschappen
Outdoor
| Onderdeel | Jaar |
| --------- | ---- |
| 1500 m    | 2015 |

Indoor
| Onderdeel | Jaar             |
| --------- | ---------------- |
| 1500 m    | 2012, 2014, 2015 |

## Persoonlijke records
Outdoor
| Onderdeel | Prestatie | Datum        | Plaats         |
| --------- | --------- | ------------ | -------------- |
| 800 m     | 1.48,39   | 13 juli 2013 | Heusden-Zolder |
| 1000 m    | 2.21,04   | 24 juli 2013 | Dilbeek        |
| 1500 m    | 3.43,96   | 1 juni 2013  | Oordegem       |

Indoor
| Onderdeel | Prestatie | Datum            | Plaats |
| --------- | --------- | ---------------- | ------ |
| 800 m     | 1.49,78   | 18 februari 2012 | Gent   |
| 1000 m    | 2.26,04   | 14 februari 2015 | Gent   |
| 1500 m    | 3.43,85   | 15 februari 2014 | Gent   |

## Palmares

### 800 m
- 2007: 7e in ½ fin EK U20 in Hengelo – 1.54,29
- 2008: 5e in series WK U20 in Bydgoszcz – 1.53,30
- 2013:  BK AC – 1.49,62

### 1500 m
- 2012:  BK indoor AC – 3.52,86
- 2013:  BK indoor AC – 3.52,67
- 2014:  BK indoor AC – 3.43,85
- 2015:  BK indoor AC – 4.02,38
- 2015:  BK AC – 3.50,65
- 2016:  BK indoor AC – 3.57,29